# Sacy (Marne)
Sacy település Franciaországban, Marne megyében. Lakosainak száma 370 fő (2022. január 1.). Sacy Bezannes, Courmas, Écueil, Marfaux, Les Mesneux és Ville-Dommange községekkel határos.

## Népesség
A település népessége az elmúlt években az alábbi módon változott:
| Lakosok száma | 366  | 363  | 355  | 366  | 383  | 379  | 371  | 376  | 372  | 370  |
|               | 1968 | 1982 | 1990 | 2006 | 2013 | 2015 | 2017 | 2019 | 2020 | 2022 |